# Severin Schiöler
Severin Otto Rudolf Schiöler, född den 10 september 1880 i Varnhems socken, död den 11 juli 1957 i Guldsmedshyttan, var en svensk författare och växtfotograf. Han var bror till Eiler Schiöler.

## Biografi
Severin Schiöler var son till godsägaren, fil. kand. Sören Martin Schiöler och Ottilia Klara Simonetta Beselin. Han tog studentexamen 1901 och arbetade en tid som bankkamrer, men avbröt den banan 1923 för bli författare på heltid. Förutom barnböcker utgav han ett flertal diktsamlingar och några romaner. Han skrev mestadels under pseudonymen Jörgen Block. Schiöler utgav även en populärvetenskaplig bok om svampar: Våra vanligaste svampar och hur man känner igen dem och medverkade med texter och fotoillustrationer i botanisk litteratur. 
Han var gift med musiklärarinnan Anna Maria Norin (1880–1955), men äktenskapet upplöses 1923. Makarna var föräldrar till konstnärerna Inge Schiöler och Edel Öhnell.

### Skönlitteratur för vuxna
- Monologer : dikter / af Jörgen Block. Stockholm: Bonnier. 1913. Libris 1631751
- Intermezzo : lyriska miniatyrer / av Jörgen Block. Stockholm: Bonnier. 1916. Libris 1649948
- Skymningsballader : vers / av Jörgen Block. Stockholm: Bonnier. 1916. Libris 1649949
- Januari : vers / av Jörgen Block. Stockholm: Bonnier. 1928. Libris 1323743
- Elin Hake, lärarinna : utkast till en västerbottensskildring / av Jörgen Block ; tryckt som korrektur [för romanpristävlan]. Stockholm: Bonnier. 1933. Libris 1352007
- Martin Erhardts bokslut : utkast till en roman i fågelperspektiv. Uppsala: Lindblad. 1936. Libris 1376128
- Vaka : vers / av Jörgen Block. Stockholm: Bonnier. 1936. Libris 2342699
- Trädet vid fönstret : dikter / av Jörgen Block. Uppsala: Lindblad. 1951. Libris 1434991

### Skönlitteratur för barn
- Puttes äventyr och andra sagor / av Jörgen Block ; med illustrationer av Maj Lindman-Jan. Stockholm: Åhlén & Åkerlund. 1924. Libris 1470547
- Staden på havets botten : en saga / berättad av Jörgen Block ; ritad av Helga Elmqvist. Uppsala: Lindblad. 1927. Libris 1323745
- Meteor-ön : äventyrsberättelse / av Jörgen Block ; illustrationer av A. T. Byberg. Pojkarnas äventyrsbok, 99-2349184-6 ; 1929. Uppsala: Lindblad. 1929. Libris 1323744
- Blå jägaren och andra sagor och berättelser / av Jörgen Block ; Med teckningar av Birger Ohlsson. Uppsala: Lindblad. 1930
- Tott och Tullan : verser för smått folk / av Jörgen Block  ; färgbilder av Helfrid Selldin. Uppsala: Lindblad. 1931. Libris 1352010
- Lappsilvret : äventyrsbok för pojkar / av Jörgen Block ; illustrationer av David Ljungdahl. Pojkarnas äventyrsbok ; [18]. Uppsala. 1932. Libris 3033984
- Spökflygaren : äventyrsberättelse för pojkar / av Jörgen Block ; illustrationer av David Ljungdahl. Pojkarnas äventyrsbok, 99-2349184-6 ; 1934. Uppsala. 1934. Libris 1771179
- Mysteriet vid Blåhatten : äventyrsberättelse / av Jörgen Block ; illustrationer av David Ljungdahl. Pojkarnas äventyrsbok, 99-2349184-6 ; 1935. Uppsala: Lindblad. 1935. Libris 1352009
- Den bortkomna näsan / av Jörgen Block ; med illustrationer av Esther Schiöler. Bonniers barnbibliotek, 99-0129170-4 ; 39. Stockholm: Bonnier. 1937. Libris 1361986
- På jakt efter smaragdguden : äventyrsberättelse / av Jörgen Block ; illustrationer av A. T. Byberg. Uppsala: Lindblad. 1937. Libris 1862833
- Skeppet Orkanen / av S. Schiöler (Jörgen Block). Stockholm: Rabén & Sjögren. 1948. Libris 1414295
- Knall och Kula / [text av Jörgen Block] ; teckningar av Maja Synnergren och A. T. Byberg. Uppsala: Lindblad. 1950. Libris 1389597

### Varia
- Svampar, lavar, mossor : några kapitel ur svensk flora. Stockholm: Norstedt. 1934. Libris 1367459
- Våra vanligaste svampar och hur de kännas igen. Stockholm: Bonnier. 1938. Libris 3033986
- Växternas underbara liv : skildringar utg. för ungdom / Henrik Berglind, Birger Lindell, [utg.] ; bilder av A. T. Byberg. Stockholm: Natur och kultur. 1939-43. Libris 1361397
  -  Del 1, Svenska växter. 1939. Libris 1361398
  -  Del 2, Svenska växter. 1940. Libris 1361399
  -  Del 3, Europeiska växter. 1941. Libris 1361400
  -  Del 4, Växter i främmande världsdelar. 1943. Libris 1361401